# Ікімень
Ікімень, Ікімені (рум. Ichimeni) — село у повіті Ботошані в Румунії. Входить до складу комуни Авремень.
Село розташоване на відстані 405 км на північ від Бухареста, 36 км на північний схід від Ботошань, 111 км на північний захід від Ясс.

## Населення
За даними перепису населення 2002 року у селі проживала 191 особа, усі — румуни. Усі жителі села рідною мовою назвали румунську.